# Thiago Alves

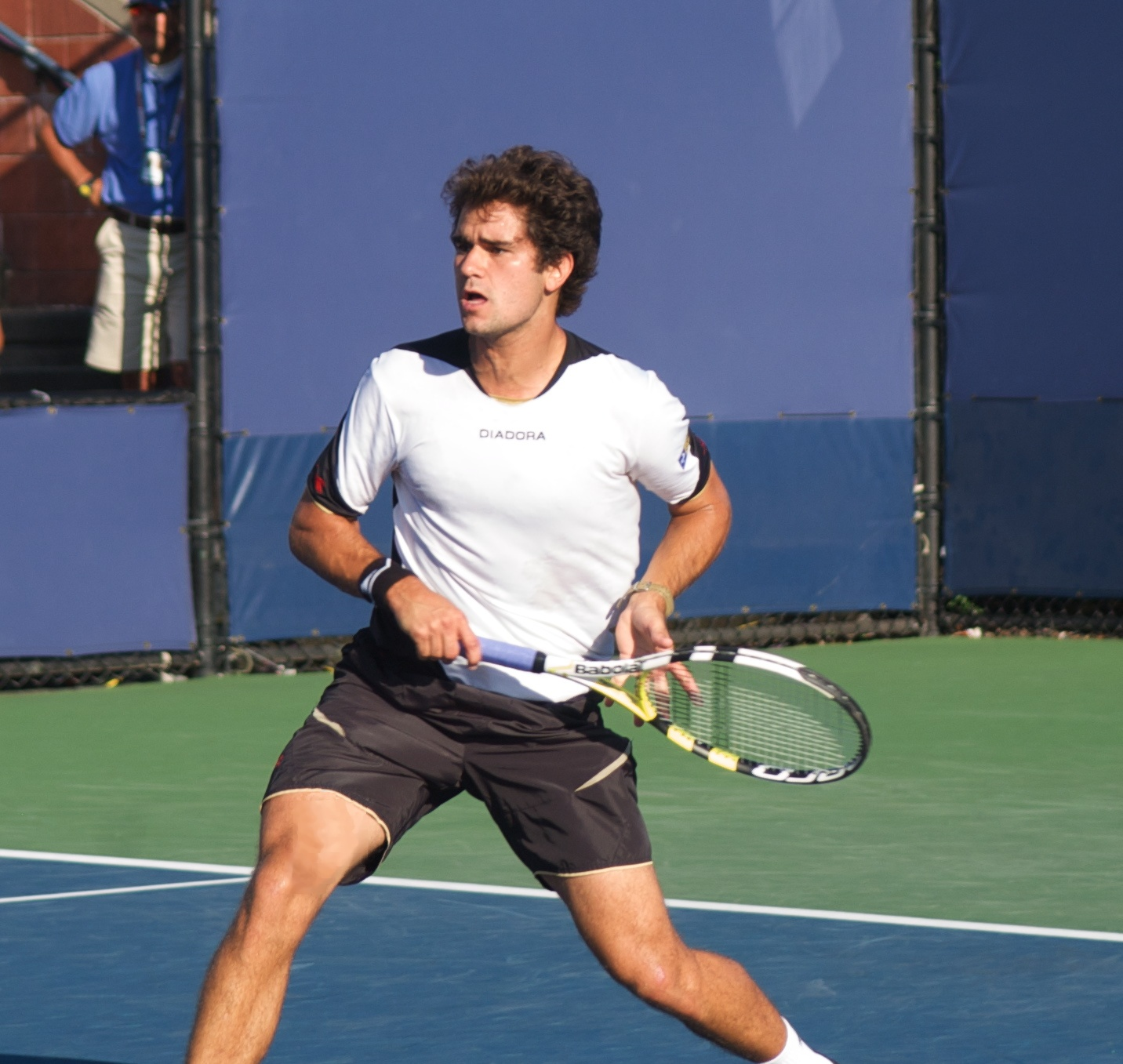

Thiago Alves (São José do Rio Preto, Brasil, 22 de mayo de 1982) es un jugador profesional de tenis brasileño. En 2006 ocupó por primera vez un lugar dentro de los 100 mejores del ranking mundial.
El 12 de julio de 2009 logró un importante hito en su carrera, colocándose en el puesto 88 de la ATP y esgrimiéndose como el mejor jugador brasileño del momento, gracias a alcanzar la final del Open Diputación Ciudad de Pozoblanco en la que cayó ante el esloveno Karol Beck (6-4, 6-3).

## Tïtulos

### Challengers (
| N.º | Fecha                 | Torneo                       | Superficie    | Oponente en la final | Resultado      |
| --- | --------------------- | ---------------------------- | ------------- | -------------------- | -------------- |
| 1.  | 15 de agosto de 2005  | Challenger de Manta          | Dura          | Lesley Joseph        | 6-4 6-1        |
| 2.  | 10 de octubre de 2005 | Challenger de Quito          | Tierra batida | Marcos Daniel        | 1-6 7-6(1) 6-2 |
| 3.  | 31 de julio de 2006   | Challenger de Belo Horizonte | Dura          | André Sá             | 6-3 0-6 6-4    |
| 4.  | 14 de agosto de 2006  | Challenger de Manta          | Dura          | Brian Dabul          | 6-2 6-2        |
| 5.  | 5 de enero de 2009    | Challenger de San Pablo      | Dura          | Carlos Berlocq       | 6-4 3-6 7-5    |
| 6.  | 8 de enero de 2012    | Challenger de San Pablo      | Dura          | Gastão Elias         | 7–6(5), 7–6(1) |
| 7.  | 18 de marzo de 2012   | Challenger de Guadalajara    | Dura          | Paolo Lorenzi        | 6–3, 7–6(4)    |

### Finalista en Challengers
- 2005: Tarzana (pierde ante Alex Bogomolov, Jr.)
- 2006: Sao Paulo-1 (pierde ante Flávio Saretta)
- 2006: Gramado (pierde ante Franco Ferreiro)
- 2008: Carson (pierde ante Amer Delic)
- 2008: El Espinar (pierde ante Sergiy Stakhovsky)
- 2008: Aracaju (pierde ante Paul Capdeville)
- 2009: Pozoblanco (pierde ante Karol Beck)
- 2009: Campos do Jordao (pierde ante Horacio Zeballos)
- 2010: Ramat Hasharon (pierde ante Conor Niland)
- 2010: Salvador (pierde ante Ricardo Mello)

- Datos: Q1359735
- Multimedia: Thiago Alves / Q1359735